# Млинок (Барановицький район)
Млинок (біл. Млынок) — село в Білорусі, у Барановицькому районі Берестейської області. Орган місцевого самоврядування — Малаховецька сільська рада.

## Населення
За переписом населення Білорусі 2009 року чисельність населення села становило 35 осіб.